# Campeonato Capixaba de Futebol de 2018 - Série B
A Série B do Campeonato Capixaba de Futebol de 2018, organizado pela FES, foi a competição de futebol realizada no Espírito Santo, equivalente à segunda divisão. Com início em 24 de março e término em 23 de junho, reunindo seis equipes, igual a edição anterior. O tradicional Rio Branco-ES, rebaixado na Capixabão de 2017, participa desta edição, enquanto o Linhares, também rebaixado em 2017, desiste da participação. Esta edição também marca o retorno do Aracruz, após quatro anos de inatividade. O Rio Branco-ES tornou-se campeão pela segunda vez após 13 anos e o Estrela do Norte o vice-campeão. Ambos clubes retornam à Série A em 2019.

## Regulamento
A fórmula de disputa é a mesma da edição anterior. Na Fase Preliminar as equipes jogam entre si em dois turnos e os quatro melhores se classificam às Semifinais, que serão disputadas em partidas de ida e volta (1º x 4º e 2º x 3º). Os vencedores garantem o acesso à Série A de 2019 e decidem o título também em partidas de ida e volta.

### Critérios de desempate
Os critérios de desempate serão aplicados na seguinte ordem para cada fase:
Fase Preliminar
1. Maior número de vitórias
2. Maior saldo de gols
3. Maior número de gols pró (marcados)
4. Confronto direto
5. Menor número de cartões vermelhos
6. Menor número de cartões amarelos
7. Sorteio

Semifinais
1. Maior saldo de gols nos dois jogos
2. Melhor classificação na Fase Preliminar

Finais
1. Maior saldo de gols nos dois jogos
2. Cobrança de pênaltis

## Participantes
| Clube            | Cidade                  | Temporada 2017 | Estádio                   | Capacidade | Títulos (último) |
| ---------------- | ----------------------- | -------------- | ------------------------- | ---------- | ---------------- |
| Aracruz          | Aracruz                 | Não participou | Bambu                     | 5 058      | 2 (2010)         |
| Castelo          | Castelo                 | 3º da Série B  | Emílio Nemer              | 2 000      | 1 (1988)         |
| Estrela do Norte | Cachoeiro de Itapemirim | 4º da Série B  | Sumaré                    | 6 000      | 2 (1999)         |
| Rio Branco-ES    | Vitória                 | 9º da Série A  | Kleber Andrade            | 21 000     | 1 (2005)         |
| Sport-ES         | Serra                   | 5º da Série B  | Toca do Índio[a]          | 1 000      | 1 (2014*)        |
| Vilavelhense     | Vila Velha              | 6º da Série B  | Manoel Araújo de Oliveira | 1 000      | 1 (2003)         |

Notas:

- * Título conquistado representando a cidade de Domingos Martins.
- a. ^  O Sport-ES mandou seus jogos na Toca do Índio, em Vila Velha.[2]

## Fase Preliminar
| Pos | Times            | Pts | J  | V | E | D | GP | GC | SG  | %    | M       | Classificação              |
| --- | ---------------- | --- | -- | - | - | - | -- | -- | --- | ---- | ------- | -------------------------- |
| 1   | Rio Branco-ES    | 21  | 10 | 6 | 3 | 1 | 17 | 9  | +8  | 70,0 | 1       | Classificado às Semifinais |
| 2   | Aracruz          | 20  | 10 | 6 | 2 | 2 | 20 | 9  | +11 | 66,7 | 1       | Classificado às Semifinais |
| 3   | Estrela do Norte | 18  | 10 | 5 | 3 | 2 | 17 | 11 | +6  | 60,0 | Estável | Classificado às Semifinais |
| 4   | Castelo[CAS]     | 14  | 10 | 5 | 2 | 3 | 22 | 14 | +8  | 56,7 | Estável | Classificado às Semifinais |
| 5   | Sport-ES         | 6   | 10 | 2 | 0 | 8 | 11 | 27 | –16 | 20,0 | Estável |                            |
| 6   | Vilavelhense     | 3   | 10 | 1 | 0 | 9 | 10 | 27 | –17 | 10,0 | Estável |                            |

Nota:

- CAS ^  O Castelo perdeu três pontos no TJD-ES por conta da escalação irregular do jogador Netto no jogo contra o Aracruz.[6]

### Desempenho por rodada
Clubes que lideraram ao final de cada rodada:
| Rodadas | Rodadas | Rodadas | Rodadas | Rodadas | Rodadas | Rodadas | Rodadas | Rodadas | Rodadas |
| ------- | ------- | ------- | ------- | ------- | ------- | ------- | ------- | ------- | ------- |
| 1       | 2       | 3       | 4       | 5       | 6       | 7       | 8       | 9       | 10      |
| CAS     | EST     | EST     | EST     | EST     | ARA     | ARA     | ARA     | ARA     | RBR     |

Clubes que ficaram na última posição ao final de cada rodada:
| Rodadas | Rodadas | Rodadas | Rodadas | Rodadas | Rodadas | Rodadas | Rodadas | Rodadas | Rodadas |
| ------- | ------- | ------- | ------- | ------- | ------- | ------- | ------- | ------- | ------- |
| 1       | 2       | 3       | 4       | 5       | 6       | 7       | 8       | 9       | 10      |
| SPO     | SPO     | SPO     | SPO     | SPO     | SPO     | SPO     | VIL     | VIL     | VIL     |

## Semifinais
Jogos de ida
| Sábado, 19 de maio | Estrela do Norte | 0 – 1     | Aracruz           | Estádio Sumaré, Cachoeiro de Itapemirim                              |
| 15:00              |                  | Relatório | 11' Matheus Costa | Público: 827 Renda: R$ 11.040,00 Árbitro: ES Devarly Lira do Rosário |

| Estr. do Norte | Aracruz |

| Domingo, 20 de maio | Castelo  | 1 – 1     | Rio Branco-ES | Estádio Emílio Nemer, Castelo                               |
| 15:00               | Iedo 67' | Relatório | 13' Darlan    | Público: 433 Renda: R$ 4.770,00 Árbitro: ES Rudimar Goltara |

| Castelo | Rio Branco |

Jogos de volta
| Sábado, 2 de junho | Rio Branco-ES | 2 – 0     | Castelo | Estádio Kleber Andrade, Cariacica                                       |
| 15:00              | Edu 6', 25'   | Relatório |         | Público: 1 296 Renda: R$ 13.970,00 Árbitro: ES José Wellington Bandeira |

| Rio Branco | Castelo |

| Domingo, 3 de junho | Aracruz | 0 – 2     | Estrela do Norte           | Estádio do Bambu, Aracruz                                      |
| 15:00               |         | Relatório | 35' Geraldo · 78' Ronicley | Público: 2 039 Renda: R$ 28.820,00 Árbitro: ES Rudimar Goltara |

| Aracruz | Estr. do Norte |

## Finais
Jogo de ida
| Quarta-feira, 6 de junho | Estrela do Norte | 0 – 1     | Rio Branco-ES  | Estádio Sumaré, Cachoeiro de Itapemirim                              |
| 19:30                    |                  | Relatório | 77' (pen) Dedé | Público: 2 015 Renda: R$ 14.575,00 Árbitro: ES Alex Eder de Mendonça |

| Estr. do Norte | Rio Branco |

Jogo de volta
| Sábado, 9 de junho | Rio Branco-ES               | 3 – 1     | Estrela do Norte   | Estádio Kleber Andrade, Cariacica                           |
| 15:00              | Andinho 33' · Rael 47', 51' | Relatório | 89' James Muriçoca | Público: 1 769 Renda: R$ 19.630,00 Árbitro: ES Carlito Rosa |

| Rio Branco | Estr. do Norte |

## Premiação
| Campeonato Capixaba de 2018 - Série B |
| Vitória                               |
| ------------------------------------- |
| Rio Branco-ES Campeão (2° título)     |